# غوتهارد غونتر
غوتهارد غونتر (بالألمانية: Gotthard Günther)‏ هو عالم اجتماع وفيلسوف ألماني، ولد في 15 يونيو 1900 في Arnsdorf ‏ في ألمانيا، وتوفي في 29 نوفمبر 1984 في هامبورغ في ألمانيا.

## وصلات خارجية
- غوتهارد غونثر على موقع ديسكوغز (الإنجليزية)